# Zurobata fissifascia
Zurobata fissifascia là một loài bướm đêm trong họ Erebidae.